# أورتنبرغ
ارتنبرغ (هسن) (بالألمانية: Ortenberg, Hesse) هي بلدة، مدينة و بلدة ألمانية تقع في ألمانيا في Wetteraukreis.